# 伊朗空军
伊朗空军（波斯語：全称为伊朗伊斯兰共和国空军）。是伊朗武装力量的航空部门。目前的空军成立在1980年代早期，由伊朗皇家空軍改組而来。目前伊朗空軍僅有數十架能作戰的飛機。

## 組織狀況
在伊朗伊斯蘭革命後，西方國家對伊朗進行長期禁運制裁，外界一向不看好伊朗空軍戰機的妥善率。也由於遭到中斷後勤，自1980年代起伊朗致力於發展本土國防航空工業支持空軍機隊繼續維持戰備。也由於長期遭到禁運，目前伊朗空軍的戰鬥部隊編制與1979年伊朗革命改編後差距不大。
在2002年，伊朗與烏克蘭合作，在伊朗本地授權生產安托諾夫An-140，修復美製戰機，並且試圖自製AH-1直昇機與貝爾205直升機等。
目前伊朗空軍仍試圖修繕在伊朗革命前取得的美製戰機，使包括F-14A、F-4、F-5等機種繼續可遂行作戰。此外，伊朗空軍在1980年代曾向中華人民共和國採購戰鬥機，1990年代後向俄羅斯購入少量戰鬥機及攻擊機。在1991年波斯灣戰爭期間，伊朗繳獲約上百架伊拉克空軍逃到伊朗的飛機，在伊拉克戰爭後，2007年重建的伊拉克政府向伊朗索討這些飛機，伊朗在2014年底歸還伊拉克約130架飛機。

## 空军基地
伊朗目前有14个空军基地，其中11个是在巴列维时代由美国参与修建。
- 德黑兰梅赫拉巴德（مهرآباد）空军基地
- 大不里士法库拉（فکوری）空军基地
- 哈姆丹努杰（نوژه）空军基地
- 瓦哈达迪德兹富尔（دزفول）空军基地
- 欧米迪耶阿德斯塔尼（اردستانی）空军基地
- 布什尔亚西尼（یاسینی）空军基地
- 设拉子 阿巴斯·杜兰（عباس دوران）空军基地
- 伊斯法罕，阿巴斯·巴巴伊（عباس بابایی）空军基地
- 阿巴斯港（بندرعباس）空军基地
- 查巴哈尔，卡纳拉克（کنارک）空军基地
- 德黑兰，杜尚·特佩（دوشان تپه）空军基地
- 比尔詹德（بیرجند）空军基地
- 扎黑丹（زاهدان）空军基地
- 马什哈德，纳赛尔·哈比比·扎哈（ناصر حبیبی زهام）空军基地

比尔詹德空军基地是2007年建成。欧米迪耶和扎黑丹德空军基地转交给防空部队使用，杜尚·特佩基地主要进行人员训练。

## 大规模作战任务
- 卡曼99行动，伊朗在两伊战争期间最大的空袭，有超过140架飞机投入服役。
- 烧焦之剑行动，伊朗空袭正在建设的伊拉克核反应堆。
- 奥西拉克核发电厂空袭，公认为核设施的第一次空中攻击。[4]

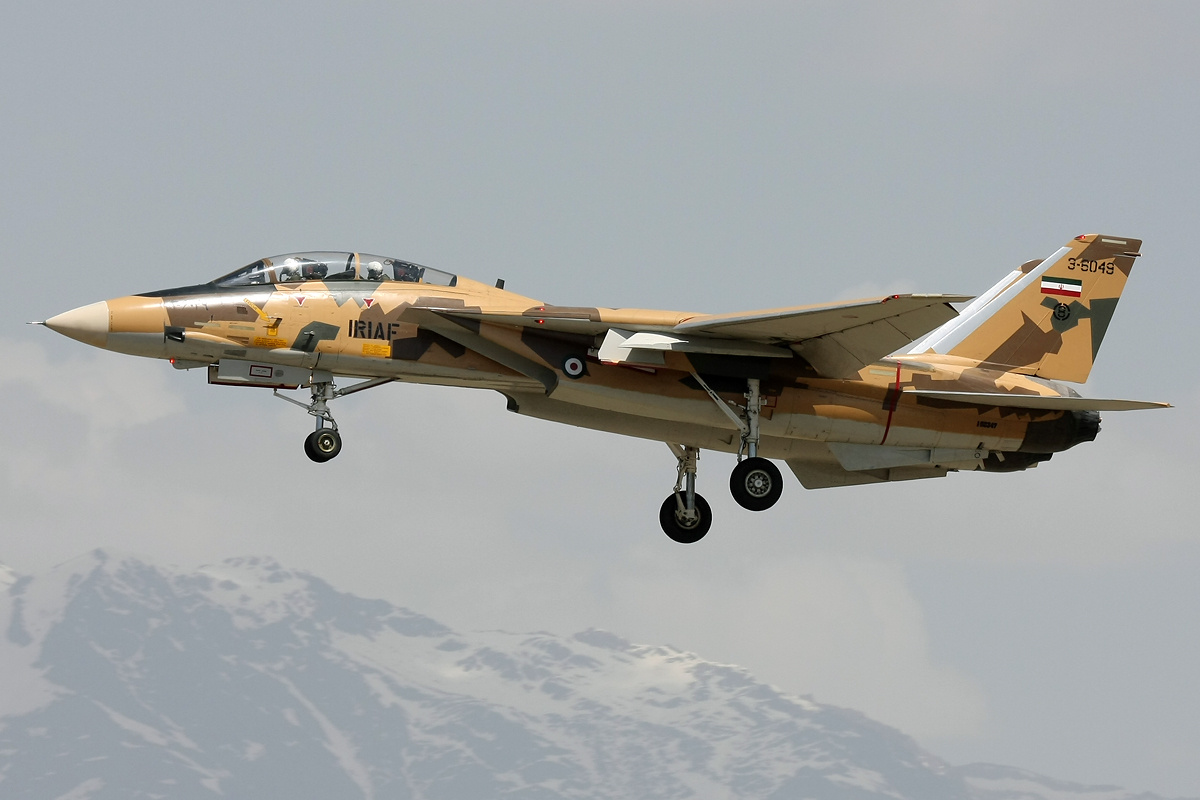
伊朗F-14A
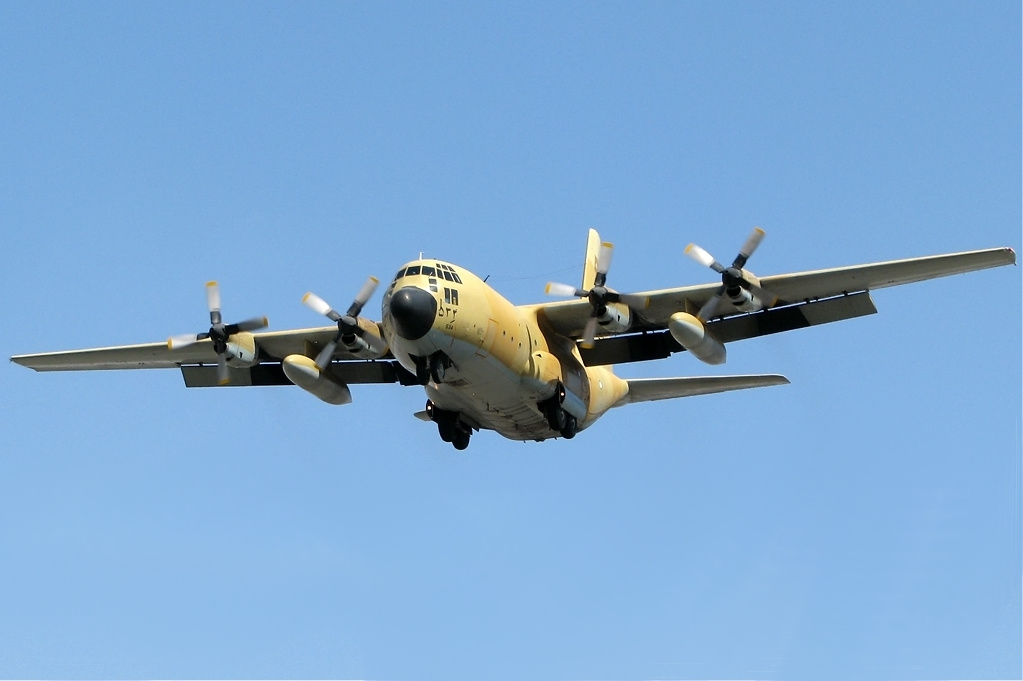
伊朗C-130
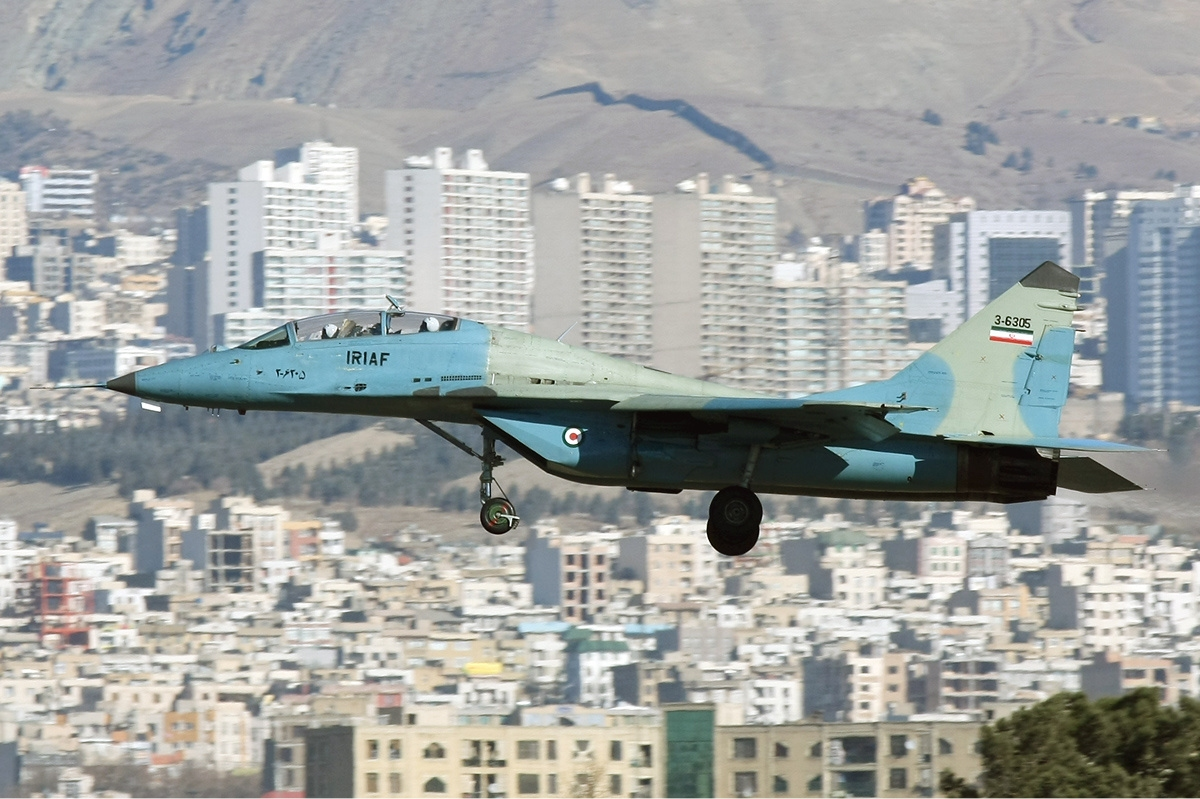
MiG-29UB
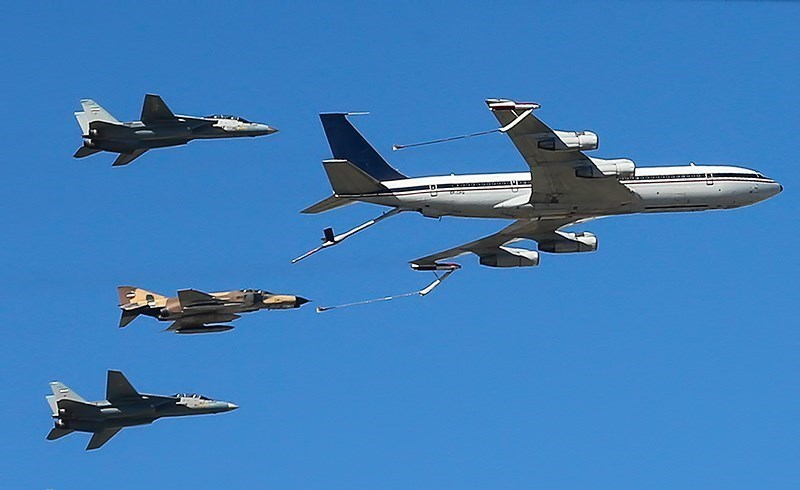
空中加油機

## 機隊
| 飛機        | 生產國         | 類型        | 型號                 | 數量            | 服役年     | 內容                                                                |
| ----------- | -------------- | ----------- | -------------------- | --------------- | ---------- | ------------------------------------------------------------------- |
| Su-35戰鬥機 | 俄羅斯         |             | 蘇35SE               | 4               | 2024年11月 | 2023年簽約的Su-35採購，訂購數量達50架，截止2025年6月收到4架         |
| F-14雄猫    | 美国           | 戰鬥機      | F-14A/AM             | 24（已戰損5架） | 1976-      | 伊朗共接收79架,目前24架服役中 伊朗自立完成改裝延壽和鳳凰飛彈國產化. |
| MiG-29支點  | 俄羅斯         | 戰鬥機      | MiG-29B/UB           | 36              | 1990-      |                                                                     |
| 幻象F1      | 法國           | 戰鬥機      | F1EQ                 | 9               | 1991-      | 波灣戰爭繳獲自伊拉克空軍                                            |
| 殲7         | 中华人民共和国 | 戰鬥機      | F-7M                 | 17              | 1986-      |                                                                     |
| F-4         | 美国           | 多用途戰機  | F-4D/ERF-4E          | 47              | 1968-      | 16架RF-4E                                                           |
| F-5         | 美国           | 多用途戰機  | F-5EF-5F閃電80考剎爾 | 26-70 不確定    | 1974-      | 閃電80與考剎爾均為F-5逆向工程自製量產戰機數量外界尚無準確確定       |
| Su-22       | 俄羅斯         | 攻擊機      | Su-22M3/M4           | 10              | 1991       | 波灣戰爭繳獲自伊拉克空軍                                            |
| Su-24       | 俄羅斯         | 攻擊機      | Su-24MK              | 23              | 1991       | 原購入36架，2011年進行性能提升                                      |
| Su-25       | 俄羅斯         | 攻擊機      | Su-25UBK             | 6               | 1991       | 波灣戰爭繳獲自伊拉克空軍                                            |
| P-3         | 美国           | 巡邏反潛機  | P-3F                 | 6               | 1974-      | 3 架現役                                                            |
| 伊留申-76   | 俄羅斯         | 運輸機      | Il-76M               | 5               |            | 原購入15架，目前外媒評估僅5架在戰備妥善狀態                         |
| An-140      | 伊朗           | 運輸/預警機 |                      | 5+              |            | 5架以上.                                                            |